# Sans nom (marque)

Logo de la marque en anglais.

sans nom, ou no name en anglais, est une marque distributeur appartenant à la société canadienne Loblaw, et distribuée dans les supermarchés Loblaws, No Frills, Provigo, Maxi et les pharmacies Pharmaprix. La marque est lancée en 1978.
Les produits de marque « sans nom » sont des produits génériques d'entrée de gamme à bas prix. Ils sont identifiables par leur emballage à minima de couleur jaune, comportant simplement le nom du produit.